# Holiday City
Holiday City è un villaggio degli Stati Uniti d'America, situato nello stato dell'Ohio, nella contea di Williams.